# Centre social ocupat

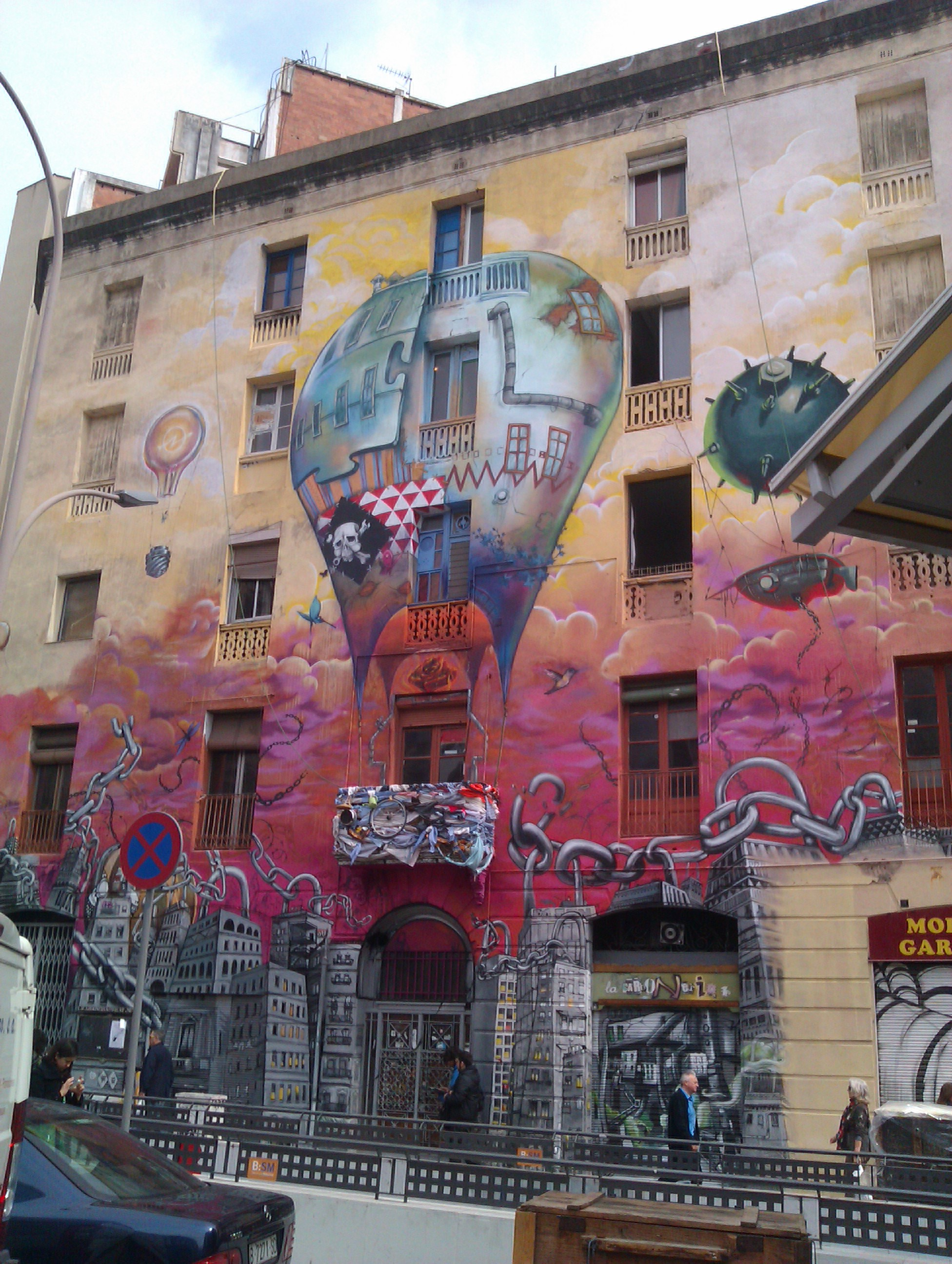
Façana del CSOA La Carboneria, al barri de Sant Antoni de Barcelona, també coneguda com a Casa Tarragó, una de les primeres construïdes a l'Eixample el 1864. Ocupada el novembre de 2008 i fotografia el 2013 abans del desallotjament de març del 2014.

Un centre social ocupat (CSO), centre social autogestionat (CSA) o centre social ocupat autogestionat (CSOA), és un edifici autogestionat per membres del moviment okupa destinat a activitats comunitàries en què la gestió correspon als mateixos usuaris de forma assembleària, sense cap mena de dependència econòmica de cap institució pel que fa al seu funcionament. En català també és habitual la denominació de casal per a referir-se als CSO. A Euskal Herria principalment s'utilitza el terme gaztetxe, que significa «casal del jovent» en basc. El nom del CSO sovint pren el del carrer o el de l'edifici ocupat, però també pot no tenir-hi res a veure.
Els edificis pertanyen legalment a persones físiques o jurídiques, fet que fa habituals els desallotjaments d'aquests centres socials acompanyats de violència policial en molts casos. En són exemples destacables el desallotjament del Cinema Princesa el 1996 i del CSA Can Vies el 2014.
Això no obstant, també hi ha centres socials autogestionats que tenen el seu domicili a immobles que no han estat ocupats, ja siguin de propietat pública, d'una associació, d'una cooperativa o bé cedits o llogats per un propietari particular. Alguns centres socials autogestionats tenen denominacions diferents com ara «ateneu popular», «casal popular» o «centre polivalent autogestionat», entre d'altres.
Les activitats que es porten a terme en un CSA poden ser molt diverses i depenen de les característiques del lloc, dels qui hi van i del seu context social. Poden ser activitats polítiques, socials o culturals, de lleure o també poden oferir serveis socials al barri o la població. En ser considerats «espais alliberats» pels seus membres són llocs on les idees, el coneixement i les tecnologies són compartides i desenvolupades. El fenomen dels CSO es pot considerar un símptoma i una resposta a una lògica del profit econòmic que, sobretot a partir de la globalització de la dècada del 1990, progressivament exclou l'espai social de les prioritats de la planificació urbana.